# Tigran Vardanjan

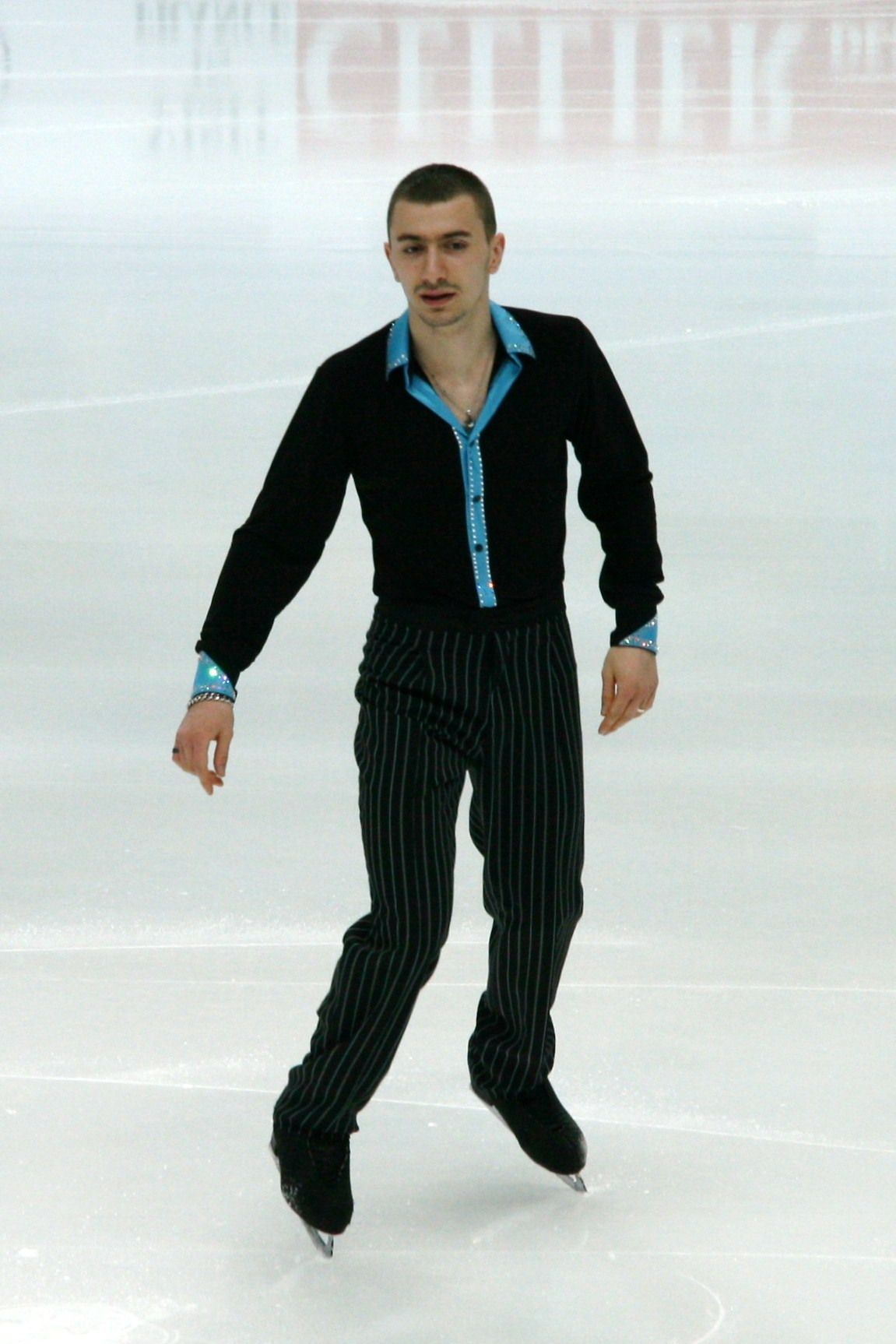
Tigran Vardanjan vid VM år 2011 i Moskva.

Tigran Vardanjan, född 26 mars 1989 i Moskva, är en rysk konståkare som tävlar internationellt för Ungern. År 2007-2009 samt 2011 blev han ungersk mästare. Vardanjan har armeniskt påbrå, och är son till Gurgen Vardanjan och Jeranjak Ipakjan, som även fungerar som hans tränare. Han tränar i Budapest, men även i Nottingham i England, där hans far tränar honom.